# Sapphire Series Division One 2018-2019
La Sapphire Series Division One 2018-2019 è la 6ª edizione del campionato di football americano femminile di primo livello, organizzato dalla BAFA. Il campionato è giocato a 7 giocatrici.

## Squadre partecipanti
| Club                    | Città         | Stadio | Sponsor ufficiale | Risultato nella stagione 2018 |
| ----------------------- | ------------- | ------ | ----------------- | ----------------------------- |
| Birmingham Lions        | Birmingham    |        |                   |                               |
| Derby Braves            | Derby         |        |                   |                               |
| East Kilbride Pirates   | East Kilbride |        |                   |                               |
| Edinburgh Wolves        | Edimburgo     |        |                   |                               |
| Hertfordshire Tornadoes | Hatfield      |        |                   |                               |
| Leeds Carnegie Chargers | Headingley    |        |                   |                               |
| London Warriors         | Londra        |        |                   |                               |
| Manchester Titans       | Manchester    |        |                   |                               |
| Portsmouth Dreadnoughts | Portsmouth    |        |                   |                               |
| Sandwell Steelers       | Tipton        |        |                   |                               |

## Stagione regolare

### Calendario

#### 1ª giornata
| East Kilbride 1º dicembre 2018 | East Kilbride Pirates | 12 – 61 | Edinburgh Wolves |  |

| East Kilbride 1º dicembre 2018 | Leeds Carnegie Chargers | 87 – 0 | Manchester Titans |  |

| East Kilbride 1º dicembre 2018 | Edinburgh Wolves | 36 – 0 | Manchester Titans |  |

| East Kilbride 1º dicembre 2018 | East Kilbride Pirates | 0 – 57 | Leeds Carnegie Chargers |  |

| Londra 1º dicembre 2018 | Hertfordshire Tornadoes | 0 – 39 | London Warriors |  |

| Londra 1º dicembre 2018 | Sandwell Steelers | 23 – 6 | Portsmouth Dreadnoughts |  |

| Londra 1º dicembre 2018 | London Warriors | 34 – 0 | Sandwell Steelers |  |

| Londra 1º dicembre 2018 | Hertfordshire Tornadoes | 39 – 0 | Portsmouth Dreadnoughts |  |

#### 2ª giornata
| Derby 15 dicembre 2018 | Derby Braves | 6 – 22 | Edinburgh Wolves |  |

| Derby 15 dicembre 2018 | Edinburgh Wolves | 53 – 0 | Manchester Titans |  |

| Derby 15 dicembre 2018 | Derby Braves | 8 – 6 | Manchester Titans |  |

| Hatfield 15 dicembre 2018 | Hertfordshire Tornadoes | 0 – 48 | Birmingham Lions |  |

| Hatfield 15 dicembre 2018 | Birmingham Lions | 31 – 35 | London Warriors |  |

| Hatfield 15 dicembre 2018 | Hertfordshire Tornadoes | 14 – 18 | London Warriors |  |

#### 3ª giornata
Il Gruppo North prevedeva inizialmente gli incontri East Kilbride-Manchester, Leeds Carnegie-Derby, Manchester-Derby ed East Kilbride-Leeds Carnegie.

Il Gruppo South prevedeva inizialmente gli incontri Birmingham-Sandwell, London-Portsmouth, Sandwell-Portsmouth e Birmingham-London.
| Manchester 19 gennaio 2019 | Manchester Titans | 0 – 61 | Leeds Carnegie Chargers |  |

| Manchester 19 gennaio 2019 | Leeds Carnegie Chargers | 88 – 7 | East Kilbride Pirates |  |

| Manchester 19 gennaio 2019 | Manchester Titans | 9 – 20 | East Kilbride Pirates |  |

| Tipton 19 gennaio 2019 | Sandwell Steelers | 0 – 42 | Birmingham Lions |  |

| Tipton 19 gennaio 2019 | Birmingham Lions | 40 – 19 | London Warriors |  |

| Tipton 19 gennaio 2019 | Sandwell Steelers | 15 – 46 | London Warriors |  |

#### 4ª giornata
| Edimburgo 2 febbraio 2019 | East Kilbride Pirates | 0 – 48 | Edinburgh Wolves |  |

| Edimburgo 2 febbraio 2019 | Leeds Carnegie Chargers | 40 – 0 | Derby Braves |  |

| Edimburgo 2 febbraio 2019 | Edinburgh Wolves | 28 – 26 | Leeds Carnegie Chargers |  |

| Edimburgo 2 febbraio 2019 | East Kilbride Pirates | 21 – 2 | Derby Braves |  |

| Birmingham 2 febbraio 2019 | Birmingham Lions | 56 – 0 | Hertfordshire Tornadoes |  |

| Birmingham 2 febbraio 2019 | London Warriors | 28 – 0 | Sandwell Steelers |  |

| Birmingham 2 febbraio 2019 | Hertfordshire Tornadoes | 13 – 2 | Sandwell Steelers |  |

| Birmingham 2 febbraio 2019 | Birmingham Lions | 44 – 27 | London Warriors |  |

#### 5ª giornata
Il Gruppo South prevedeva inizialmente (a Portsmouth) gli incontri Birmingham-Sandwell, Hertfordshire-Portsmouth, Birmingham-Portsmouth e Hertfordshire-Sandwell.
| Leeds 16 febbraio 2019 | Edinburgh Wolves | 14 – 50 | Leeds Carnegie Chargers |  |

| Leeds 16 febbraio 2019 | Manchester Titans | 41 – 19 | Derby Braves |  |

| Leeds 16 febbraio 2019 | Leeds Carnegie Chargers | 30 – 0 | Manchester Titans |  |

| Leeds 16 febbraio 2019 | Edinburgh Wolves | 44 – 8 | Derby Braves |  |

| Sandwell 16 febbraio 2019 | Sandwell Steelers | 0 – 70 | Birmingham Lions |  |

| Sandwell 16 febbraio 2019 | Birmingham Lions | 34 – 0 | Hertfordshire Tornadoes |  |

| Sandwell 16 febbraio 2019 | Sandwell Steelers | 0 – 50 | Hertfordshire Tornadoes |  |

### Classifiche
Le classifiche della regular season sono le seguenti.
- PCT = percentuale di vittorie, G = partite giocate, V = partite vinte,  P = partite perse, PF = punti fatti, PS = punti subiti

#### Gruppo North
| Pos. | Squadra                 | PCT  | G | V | N | P | PF  | PS  |
| ---- | ----------------------- | ---- | - | - | - | - | --- | --- |
| 1    | Leeds Carnegie Chargers | .875 | 8 | 7 | 0 | 1 | 439 | 49  |
| 2    | Edinburgh Wolves        | .875 | 8 | 7 | 0 | 1 | 306 | 102 |
| 3    | East Kilbride Pirates   | .333 | 6 | 2 | 0 | 4 | 60  | 265 |
| 4    | Derby Braves            | .167 | 6 | 1 | 0 | 5 | 43  | 174 |
| 5    | Manchester Titans       | .125 | 8 | 1 | 0 | 7 | 56  | 314 |

#### Gruppo South
| Pos. | Squadra                 | PCT  | G | V | N | P | PF  | PS  |
| ---- | ----------------------- | ---- | - | - | - | - | --- | --- |
| 1    | Birmingham Lions        | .875 | 8 | 7 | 0 | 1 | 371 | 81  |
| 2    | London Warriors         | .750 | 8 | 6 | 0 | 2 | 250 | 144 |
| 3    | Hertfordshire Tornadoes | .375 | 8 | 3 | 0 | 5 | 116 | 197 |
| 4    | Sandwell Steelers       | .125 | 8 | 1 | 0 | 7 | 40  | 293 |
| 5    | Portsmouth Dreadnoughts | .000 | 2 | 0 | 0 | 2 | 6   | 62  |

## Playoff

### Tabellone
|  | Semifinali | Semifinali              | Semifinali |                  |    | VI Championship Final | VI Championship Final   | VI Championship Final |  |
|  |            |                         |            |                  |    |                       |                         |                       |  |
|  | 1N         | Leeds Carnegie Chargers | 20         |                  |    |                       |                         |                       |  |
|  | 1N         | Leeds Carnegie Chargers | 20         |                  |    |                       |                         |                       |  |
|  | 2S         | London Warriors         | 48         |                  |    |                       |                         |                       |  |
|  | 2S         | London Warriors         | 48         |                  | 2S | London Warriors       | 12                      |                       |  |
|  |            |                         |            |                  | 2S | London Warriors       | 12                      |                       |  |
|  |            |                         | 1S         | Birmingham Lions | 26 |                       |                         |                       |  |
|  | 1S         | Birmingham Lions        | 1S         | Birmingham Lions | 26 | 40                    |                         |                       |  |
|  | 1S         | Birmingham Lions        |            |                  |    | 40                    |                         |                       |  |
|  | 2N         | Edinburgh Wolves        | 2          |                  |    | Finale 3º posto       | Finale 3º posto         | Finale 3º posto       |  |
|  | 2N         | Edinburgh Wolves        | 2          |                  |    |                       |                         |                       |  |
|  |            |                         |            |                  |    |                       |                         |                       |  |
|  |            |                         |            |                  |    | 1N                    | Leeds Carnegie Chargers | 44                    |  |
|  |            |                         |            |                  |    | 1N                    | Leeds Carnegie Chargers | 44                    |  |
|  |            |                         |            |                  |    | 2N                    | Edinburgh Wolves        | 6                     |  |

### Semifinali
| Keele 2 marzo 2019 | Leeds Carnegie Chargers | 20 – 48 | London Warriors |  |

| Keele 2 marzo 2019 | Birmingham Lions | 40 – 2 | Edinburgh Wolves |  |

### Finale 3º - 4º posto
| Keele 2 marzo 2019 | Leeds Carnegie Chargers | 44 – 6 | Edinburgh Wolves |  |

### VI Championship Final
| Keele 2 marzo 2019 | London Warriors | 12 – 26 | Birmingham Lions |  |

## Verdetti
- Birmingham Lions Campionesse del Regno Unito 2019